# Mokhtar Jannet
Mokhtar Jannet (arabe : المختار جنات), né le 13 avril 1930 à Gafsa et décédé le 5 janvier 2021, est un écrivain tunisien. 
Diplômé de l'université Zitouna, il exerce la fonction d'instituteur avant d'être détaché auprès de la Ligue arabe. Figurant parmi les pionniers du genre narratif tunisien, il est l'un des écrivains les plus féconds de la mouvance dite réaliste. 

## Publications
- Trilogie (La voie de la maturité, Le retour et Les fils du doute), éd. Maison tunisienne de l'édition, Tunis, 1972
- Les fenêtres du temps (roman), éd. Société tunisienne de diffusion, Tunis, 1973
- Spectacle à travers un trou, éd. Maison tunisienne de l'édition, Tunis, 1982
- Les toits à linges, éd. Maison arabe du livre, Tunis, 1982
- Des gueux chez les Arabes en deux volumes (L'invasion et L'agression)
- La lanterne de Bab Menara, éd. Cérès Productions, Tunis, 1993
- Décennies tunisiennes : 120 années d'histoires (1853-1973)
- L'ère de la paix, Tunis, 2007